# Abadia de Vreta
A Abadia de Vreta (em sueco:  Vreta kloster), em atividade de 1100 até 1582, foi o primeiro convento de freiras da Suécia e uma das mais antigas abadias da Escandinávia.
Foi inicialmente Beneditino e mais tarde Cisterciense.
Está localizada a 15 km a noroeste da cidade de Linköping, na província da Östergötland.
As ruínas do convento (parcialmente reconstruídas) e a igreja (bem conservada) estão abertas ao público.

## Galeria

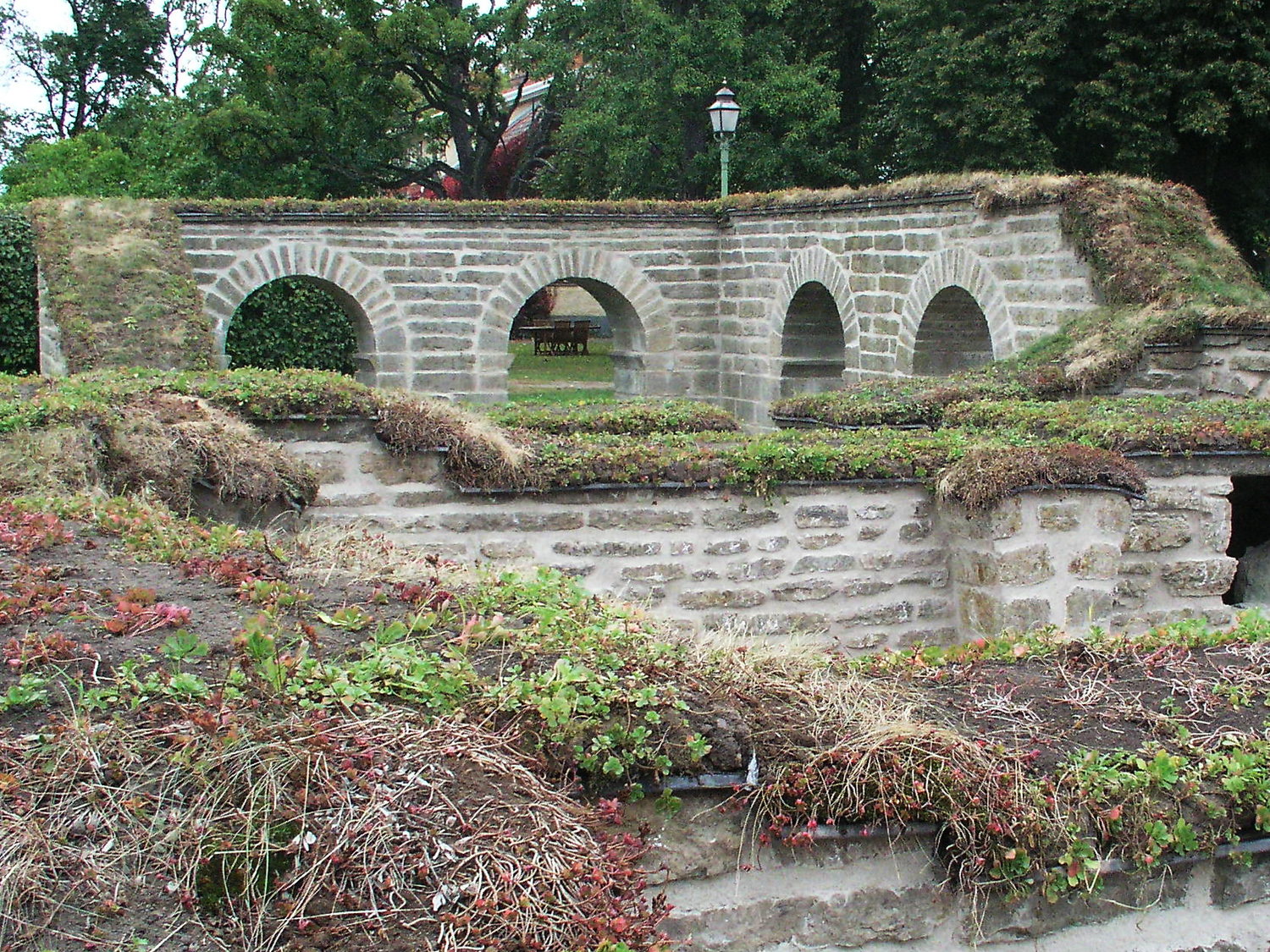
Parte da antiga abadia.
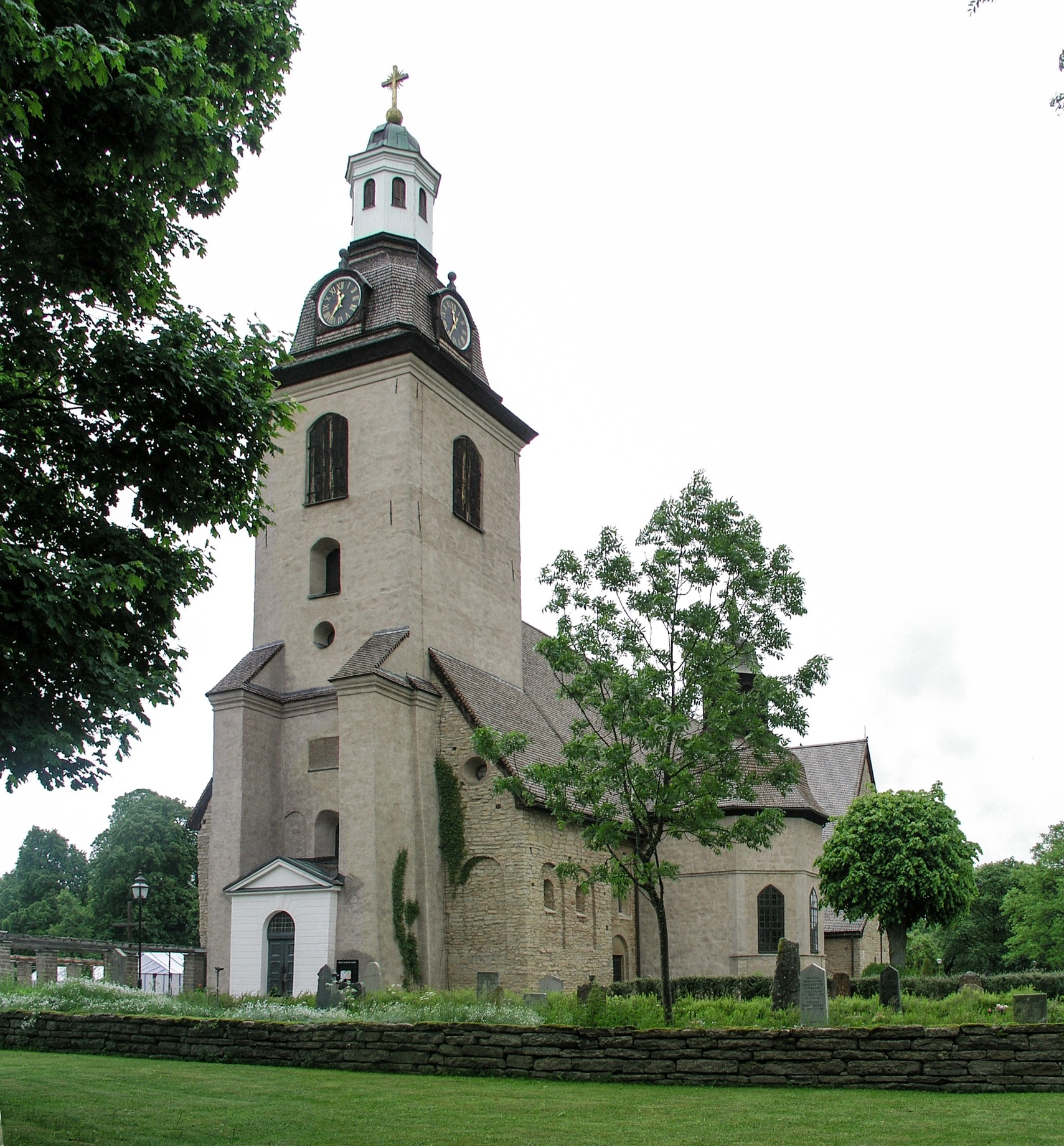
Vista da igreja do monastério.
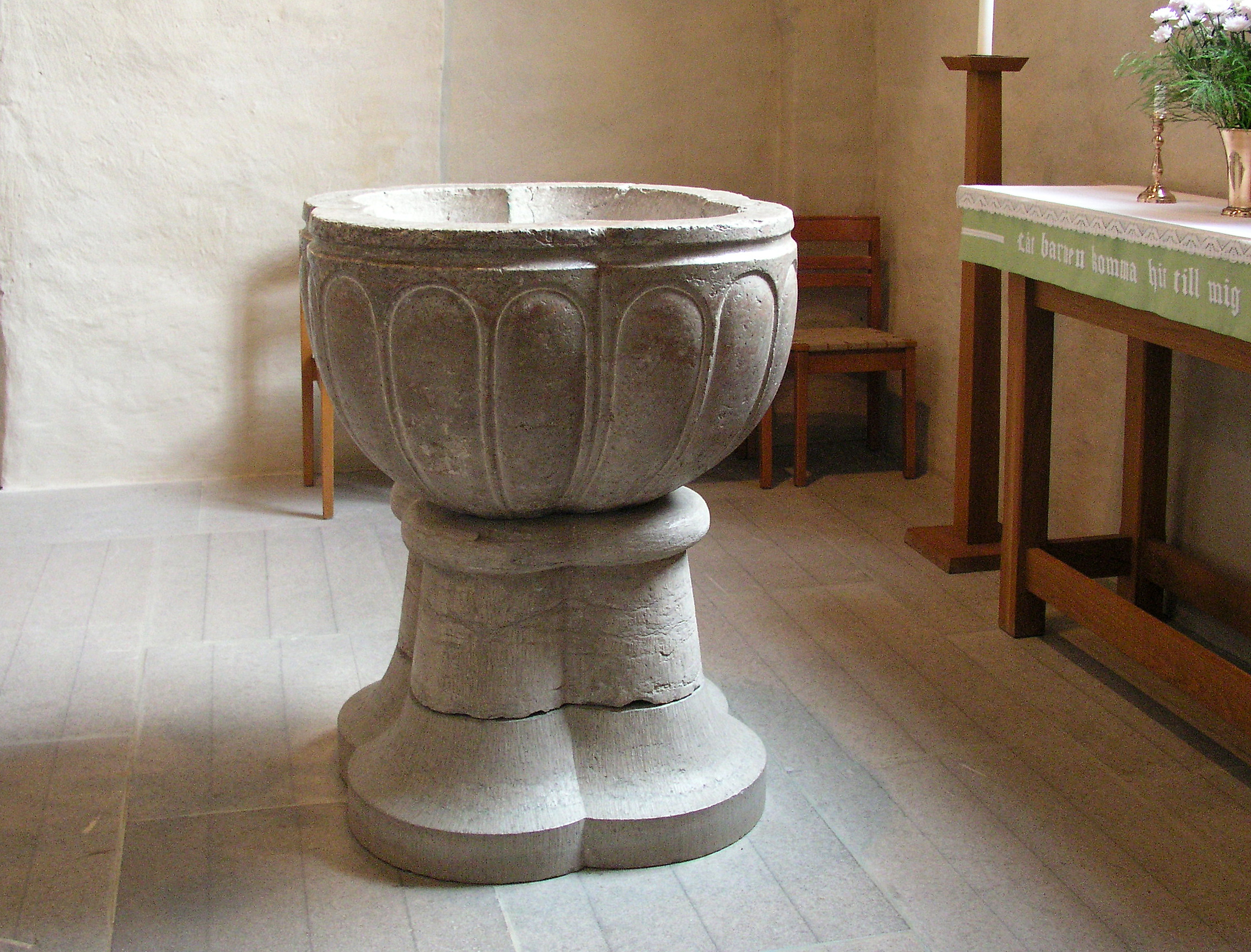
Fonte de água para o batismo.
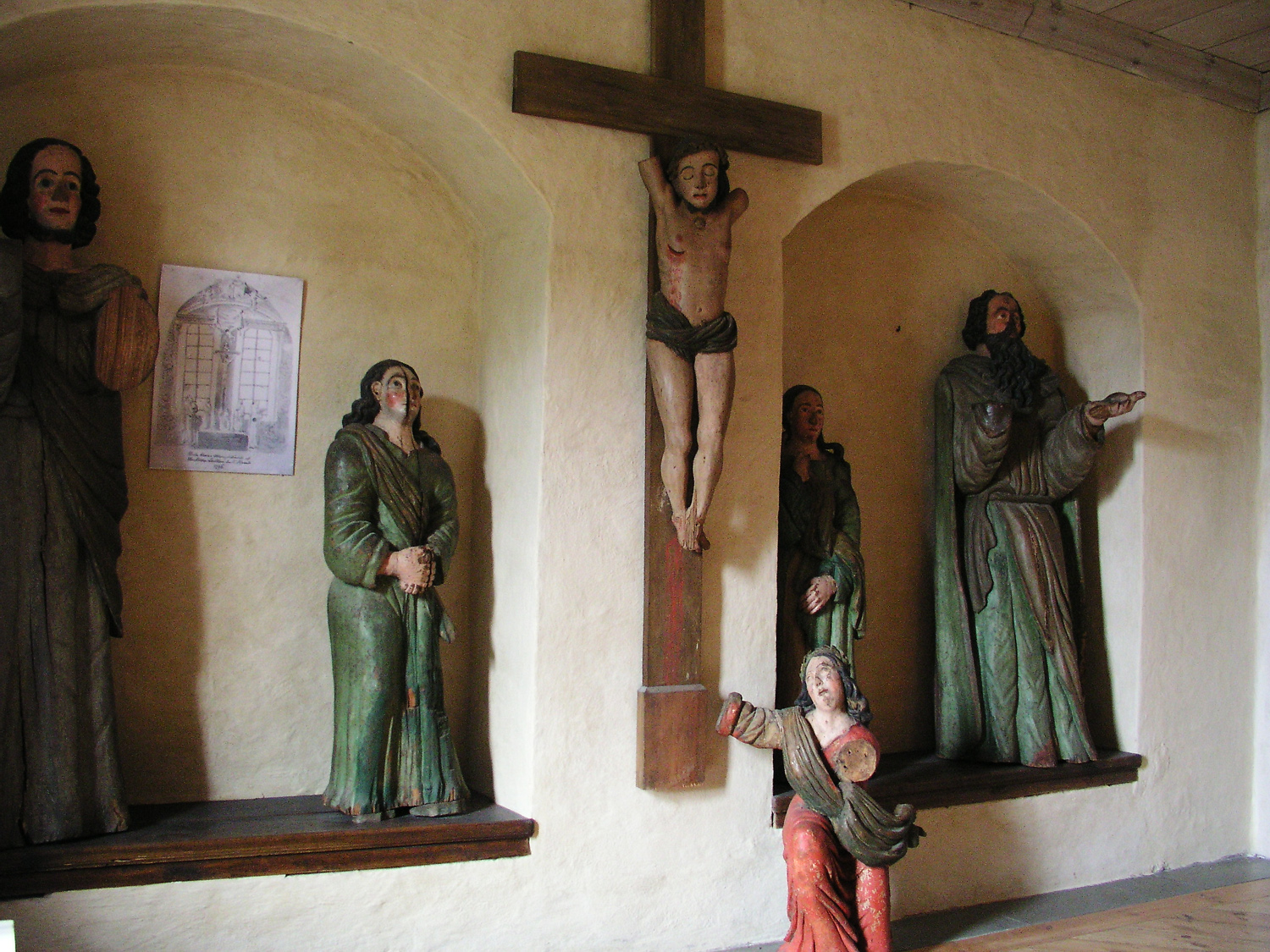
Estátuas no interior da igreja.